# Vergennes (Illinois)
Vergennes – wieś w Stanach Zjednoczonych, w stanie Illinois, w hrabstwie Jackson.